# Кордильера (департамент)
Кордильера (исп. Cordillera) — департамент в Парагвае, занимает территорию в 4 948 км², население составляет 234 805 человек (2002). Административный центр — город Каакупе.

## Административное деление
Департамент подразделяется на 20 округов:

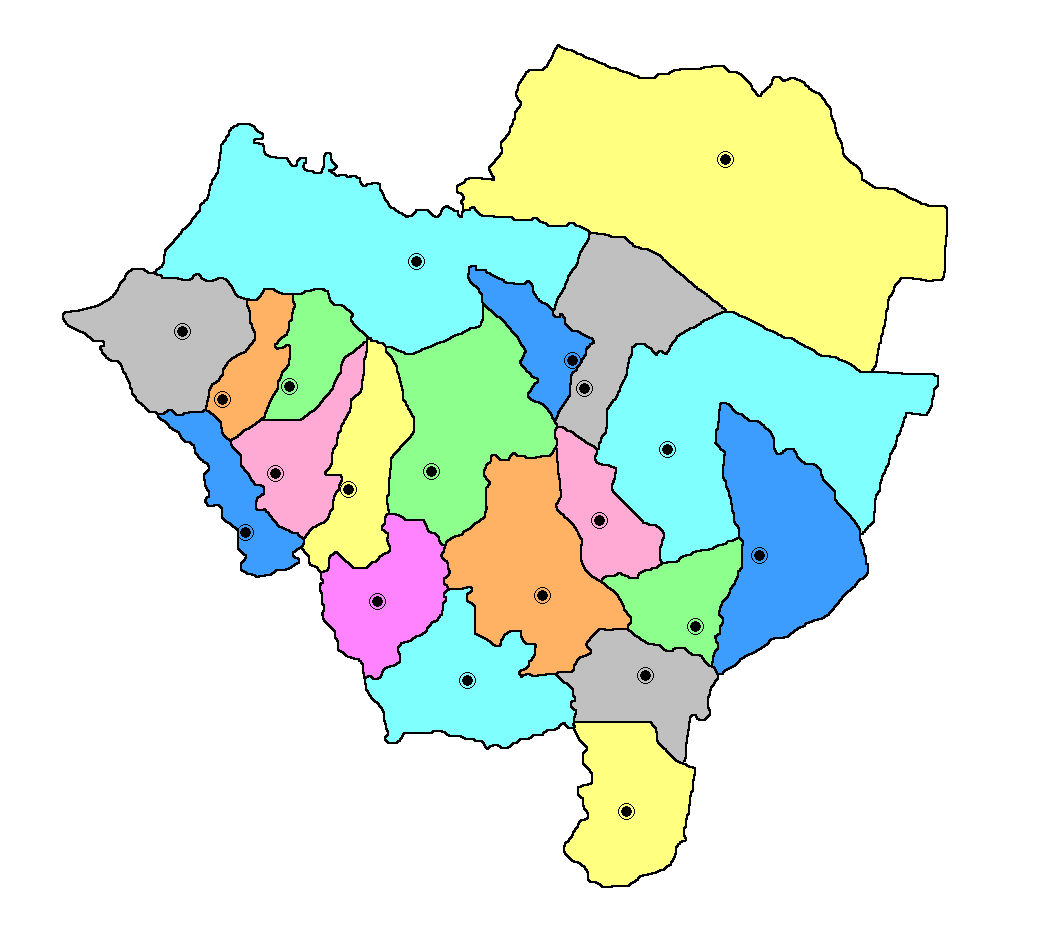
Округа департамента Кордильера.

| №  | Округа                                                  | Площадь, км² | Население, чел. (2008) |
| -- | ------------------------------------------------------- | ------------ | ---------------------- |
| 1  | Алтус (Altos)                                           | 92           | 13 114                 |
| 2  | Арройос-и-Эстерос (Arroyos y Esteros)                   | 533          | 19 001                 |
| 3  | Атира (Atyrá)                                           | 160          | 15 278                 |
| 4  | Валенсуэла (Valenzuela)                                 | 173          | 5 581                  |
| 5  | Исла-Пуку (Isla Pucú)                                   | 91           | 7 935                  |
| 6  | Итакуруби-де-ла-Кордильера (Itacurubí de la Cordillera) | 262          | 10 744                 |
| 7  | Каакупе (Caacupé)                                       | 145          | 42 127                 |
| 8  | Карагуатай (Caraguatay)                                 | 91           | 11 568                 |
| 9  | Лома-Гранде (Loma Grande)                               | 84           | 6 403                  |
| 10 | Мбокайяти-дель-Иагуй (Mbocayaty del Yhaguy)             | 236          | 4 968                  |
| 11 | Нуэва-Коломбия (Nueva Colombia)                         | 81           | 4 277                  |
| 12 | Пирибебуй (Piribebuy)                                   |              | 22 788                 |
| 13 | Примеро-де-Марсо (Primero de Marzo)                     | 159          | 7 132                  |
| 14 | Сан-Бернардино (San Bernardino)                         |              | 9 491                  |
| 15 | Санта-Елена (Santa Elena)                               | 135          | 6 855                  |
| 16 | Сан-Хосе-Обреро (San José Obrero)                       | 253          | 4 878                  |
| 17 | Тобати (Tobatí)                                         | 948          | 26 625                 |
| 18 | Хуан-де-Мена (Juan de Mena)                             | 965          | 6 403                  |
| 19 | Эмбоскада (Emboscada)                                   | 265          | 12 225                 |
| 20 | Эусебио-Аяла (Eusebio Ayala)                            | 338          | 20 843                 |

## Экономика
Преимущественно, в департаменте развито сельское хозяйство. Здесь производят хлопок и рис, выращивают ананасы, горький апельсин, кукурузу, сахарный тростник, бананы, кофе, перец, клубнику, мандарины, горох и лимоны. Также в Кордильере занимаются выращиванием томатов, моркови, грейпфрута, арахиса и маниока.

## Туризм
Кордильера является одним из самых богатых департаментов, представляющих естественную красоту Парагвая, особенно горные ручьи делают эту область наслаждением для отдыха в летнее время.

## Галерея

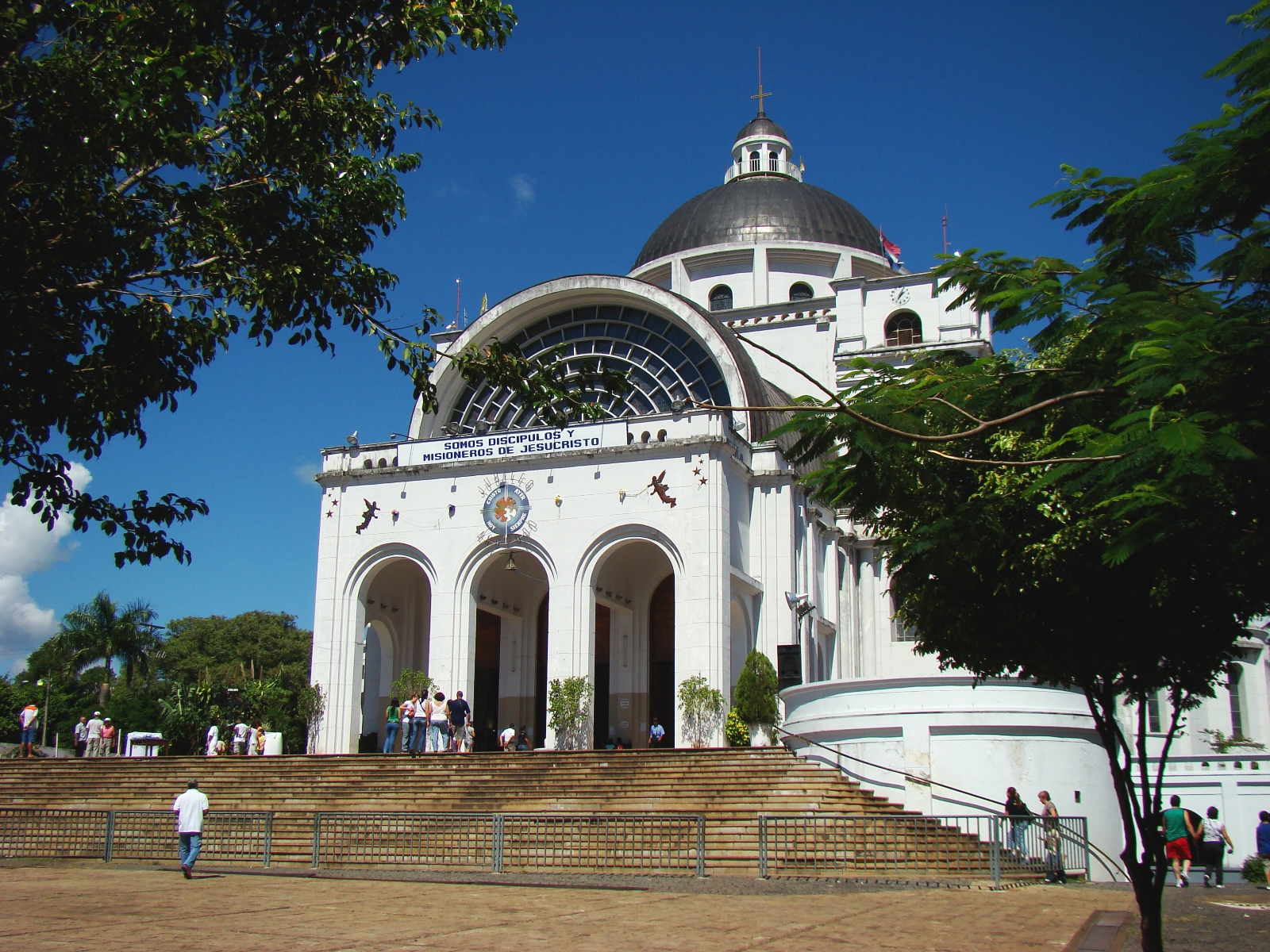
Базилика в Каакупе
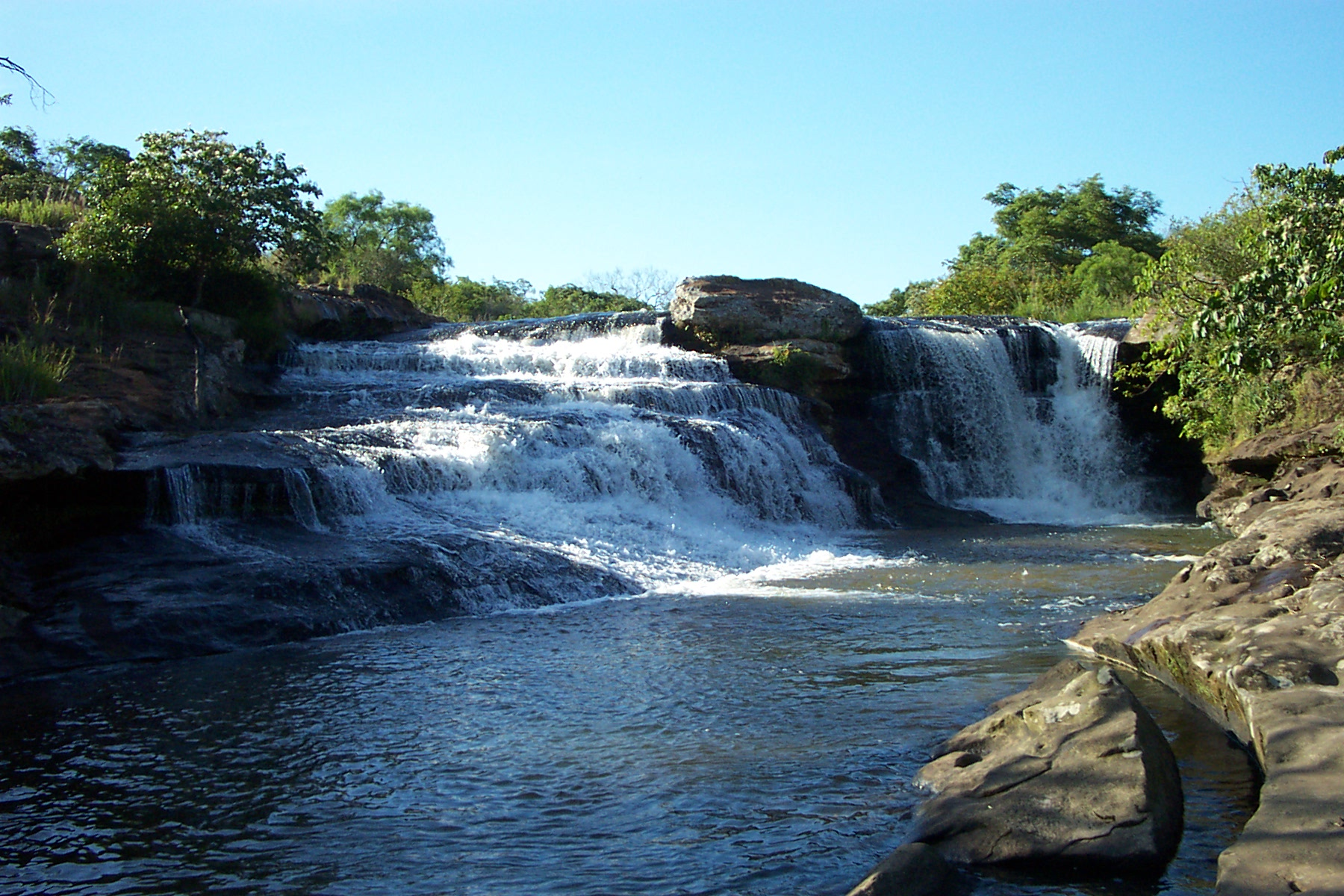
Пирарета
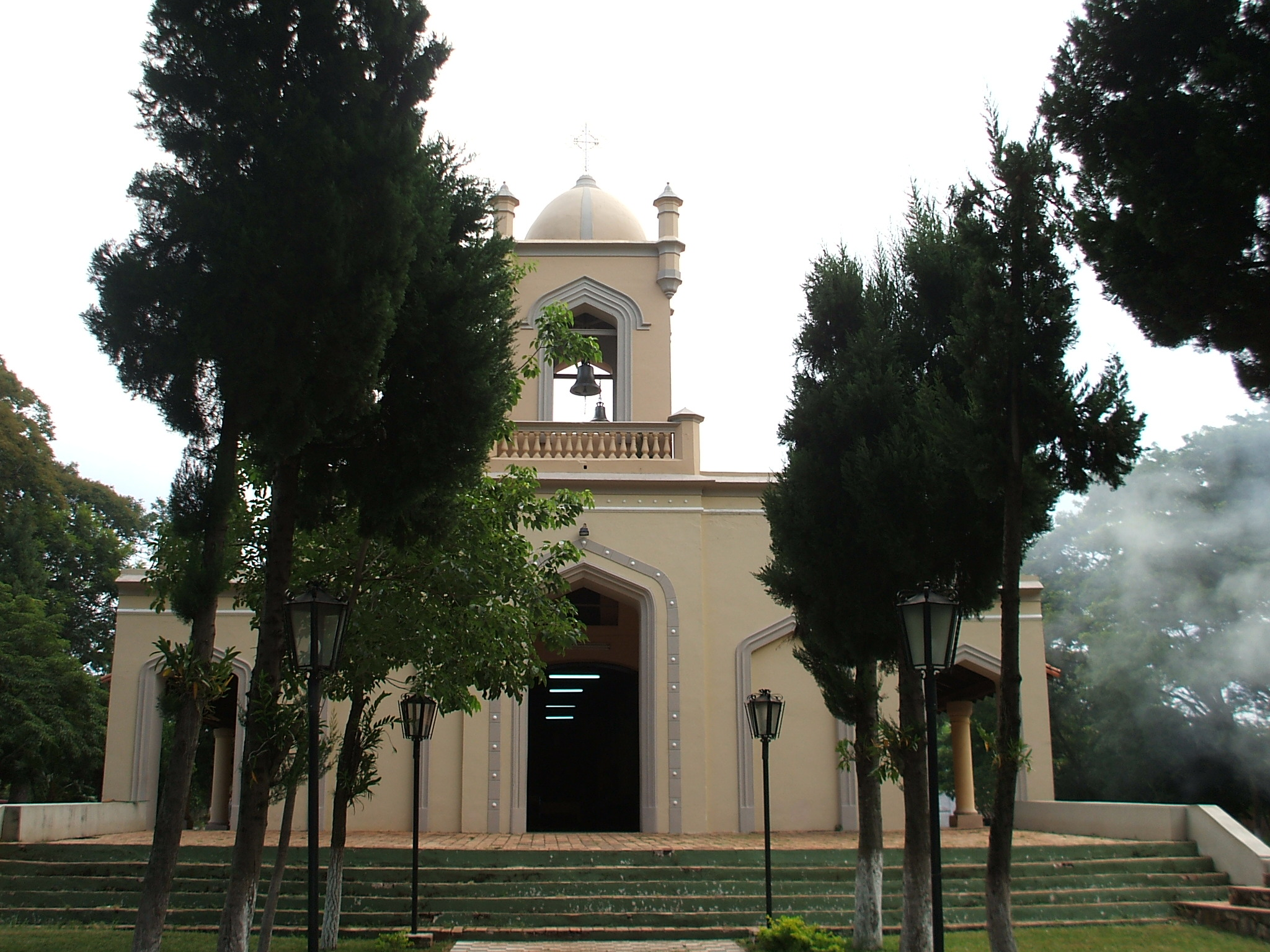
Церковь в округе Алтус